# JAGAL (paramilitärische Einheit)
Die Einheit JAGAL (hebräisch יג״ל JaGaL, hebräisch יְחִידַת גְּבוּל לְבָנוֹן Jəchīdat Gvūl Ləvanōn, deutsch ‚Einheit der Grenze Libanons‘) ist eine Polizeieinheit des Israelischen Grenzschutzes.
Die JAGAL wurde nach dem israelischen Abzug aus dem Süden Libanons im Mai 2000 aufgestellt. Vor diesem Rückzug hatten die Israelischen Verteidigungsstreitkräfte (IDF) eine Sicherheitszone im Südlibanon eingerichtet, die libanesische Zivilisten davon abhalten sollte, sich der Grenze (Blaue Linie (Libanon)) zu nähern. JaGaLs Mission ist es, Terroristen daran zu hindern, illegal die Grenzbefestigungen zu überschreiten und Waffen und Drogen zu schmuggeln. Die meisten Operationen der Einheit werden verdeckt durchgeführt und können bei schlechtem Wetter Tage oder Wochen andauern. Die Einheit verwendet Tarn- und Feldfahrzeuge. Verwendete Waffen sind das Colt Commando und die IWI Jericho 941-Handfeuerwaffe.